# Only a Man
Only a Man è una canzone della band Hard rock/Heavy metal tedesca Scorpions inserita nell'album Animal Magnetism e pubblicato nel 1980.
È stata scritta dal chitarrista Rudolf Schenker, dal batterista Herman Rarebell e dal cantante Klaus Meine, che nella canzone ha sempre un tono voce molto distorto soprattutto quando, all'inizio del brano, canta solo lui.
Il singolo, il terzo estratto dall'album, è stato pubblicato solo in Giappone.

## Tracce
1. Only a Man (Schenker, Meine, Rarebell) - 3:34
2. Lady Starlight (Schenker, Meine) - 6:15

## Formazione
- Klaus Meine - voce
- Rudolf Schenker - chitarra
- Matthias Jabs - chitarra
- Francis Buchholz - basso
- Herman Rarebell - batteria